# Zygmunt Kleszczewski
Zygmunt Kleszczewski (ur. 5 stycznia 1943 w Ciężkowicach, zm. 7 maja 2003) – polski fizyk, profesor nauk technicznych specjalizujący się w akustooptyce ciała stałego, akustyce i fizyce hałasu.

## Życiorys
W 1966 ukończył studia na Uniwersytecie Warszawskim. Doktorat obronił na Uniwersytecie Gdańskim z wyróżnieniem w 1972. W 1980 uzyskał stopień naukowy doktora habilitowanego za pracę "Oddziaływanie światła laserowego z objętościowymi falami akustycznymi". Na Politechnice Śląskiej był dziekanem Wydziału Matematyczno-Fizycznego (obecnie Wydział Matematyki Stosowanej) w latach 1985–1993, a w latach 1981–2003 kierownikiem Zakładu Akustyki Fizyki Ciała Stałego, później Zakładu Fizyki Stosowanej.
Był także Przewodniczącym Oddziału Górnośląskiego Polskiego Towarzystwa Akustycznego (1984–1987), przewodniczącym Gliwickiego Oddziału Polskiego Towarzystwa Fizycznego (1978–1981), a także członkiem Rady Naukowej Instytutu Akustyki UAM, członkiem Komitetu Redakcyjnego Matematyki i Fizyki WNT, członkiem Komitetu Akustyki PAN oraz członkiem Zespołu Ekspertów przy Ministrze Edukacji Narodowej do spraw kierunku Podstawowe Problemy Techniki.
Odznaczony został Złotym i Brązowym Krzyżem Zasługi, Krzyżem Kawalerskim Orderu Odrodzenia Polski (1997), Medalem Komisji Edukacji Narodowej oraz odznaczeniami wojewódzkimi i uczelnianymi.